# Grégory Mallet
Grégory Mallet (Francia, 21 de marzo de 1984) es un nadador francés especializado en pruebas de media distancia estilo libre, donde consiguió ser subcampeón olímpico en 2012 en los relevos de 4 × 200 metros estilo libre.

## Carrera deportiva
En los Juegos Olímpicos de Londres 2012 ganó la medalla de plata en los relevos de 4 × 200 metros estilo libre, con un tiempo de 7:02.77 segundos que fue récord nacional francés, tras Estados Unidos y por delante de China.